# Юдин, Павел Фёдорович
Па́вел Фёдорович Ю́дин (26 августа (7 сентября) 1899, Апраксино, Сергачский уезд, Нижегородская губерния, Российская империя — 10 апреля 1968, Москва, СССР) — советский философ, дипломат и общественный деятель. Доктор философских наук (1936), профессор (1935), академик АН СССР (23 октября 1953, член-корреспондент с 28 января 1939). Лауреат Сталинской премии (1943).
Директор Института красной профессуры (1932—1938), ОГИЗа (1937—1947) и Института философии АН СССР (1939—1944). Депутат Верховного Совета СССР III и IV созывов (1950—1958). Член ЦК КПСС (1952—1961), кандидат в члены Президиума ЦК КПСС (16 октября 1952 — 5 марта 1953). Чрезвычайный и полномочный посол СССР в КНР (1953—1959).

## Биография
Родился в семье крестьянина-бедняка. В 1912 году окончил сельскую школу и уехал в Нижний Новгород, где работал учеником токаря и токарем по металлу на механическом заводе и паровозных мастерских. В апреле 1918 года ушёл добровольцем на фронт, участвовал в боях против Колчака на Урале. Член РКП(б) с октября 1918 года, прошёл путь от политрука до комиссара полка 57 стрелковой дивизии Красной Армии.
В 1921—1924 годах обучался в Ленинградском коммунистическом университете имени Г. Е. Зиновьева, по окончании которого был направлен в распоряжение Новгородского губернского комитета ВКП(б). До 1927 года работал заведующим отделом пропаганды и агитации Нижегородского губкома и редактором губернской газеты «Звезда».
Окончил философское отделение Института красной профессуры (1931), затем работал научным сотрудником Института Маркса — Энгельса — Ленина. В 1930 году стал одним из авторов громкого «письма трёх», положившего начало кампании против А. М. Деборина (Иоффе) и его школы. В сборнике «За поворот на философском фронте» (М., 1931) П. Ф. Юдин проводил идею о том, что «работы т. Сталина продолжают лучшие традиции основоположников марксизма».
В 1932—1938 годах — директор Института красной профессуры, где преподавал философию, как и в других вузах. Главный редактор журнала «Литературный критик» (1933—1937). 
В 1933—1934 годах принимал активное участие в создании Союза советских писателей, подготовке его устава, был ответственным секретарём организационного комитета I съезда союза. Статья «О социалистическом реализме», написанная П. Юдиным вместе с А. Фадеевым, стала важнейшей идейной вехой в подготовке съезда. Политбюро ЦК ВКП(б) рассмотрело и утвердило её 6 мая 1934 года, а затем она была опубликована в «Правде».
Избирался депутатом Московского городского Совета депутатов трудящихся.
В 1934—1937 годах работал заместителем заведующего агитпропом, в 1935—1937 годах — заместителем заведующего отделом печати ЦК ВКП(б). 23 апреля 1937 года, после решения партийной группы Союза советских писателей об исключении из партии известного драматурга Киршона Владимира Михайловича, в «Правде» опубликована статья Юдина «Почему РАПП надо было ликвидировать», которая содержала резкую критику Леопольда Авербаха и «его приспешников» Киршона, Афиногенова, Ясенского. 13 мая 1937 года Киршон был исключён из партии, 29 августа 1937 года арестован и затем расстрелян. 
В 1937—1947 годах — директор Объединённых государственных издательств РСФСР, одновременно с мая 1939 по 1944 год — директор Института философии АН СССР. На посту директора ИФАН акцентировал своё внимание на эффективности организации работы научных учреждений, в частности, направил в ЦК ВКП(б) записку, в которой выступал против механического перенесения принципа социалистического соревнования из сферы производства в сферу науки, так как это ведёт к снижению качества исследований. Руководил общеуниверситетской кафедрой марксизма-ленинизма МГУ (1943—1948).
Главный редактор журнала «Советская книга» (1946—1953) и газеты «За прочный мир, за народную демократию» (1947—1953). Являлся членом редакционной коллегии журналов «Под знаменем марксизма» (до 1944) «Большевик», в 1951—1960 годах состоял в главной редакции «Большой советской энциклопедии». 
С 1946 года был членом секции историко-филологических и философских наук Комитета по Сталинским премиям при Совете министров СССР. В 1949 году принимал участие в совещании Информационного бюро коммунистических и рабочих партий в Венгрии, в июле 1950 года впервые выехал в Китайскую Народную Республику для подготовки издания сочинений Мао Цзэдуна. Направление в командировку получил после личного обращения Мао к Сталину с просьбой о помощи в редактировании издания своих работ (прислать человека, марксистски образованного, который не позволил бы допустить какие-либо ошибки в теории).

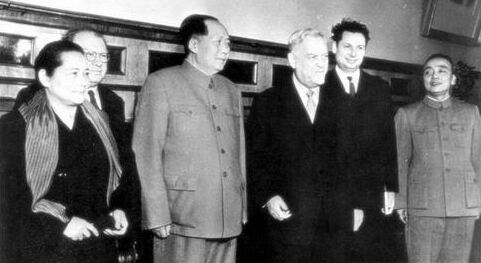
Слева направо: Сун Цинлин, П. Ф. Юдин, Мао Цзэдун, Н. А. Булганин, Н. Т. Федоренко, Ян Шанкунь. Китай (1957)

Прибыв в Пекин, П. Ф. Юдин приступил к работе. В сентябре 1950 года стало ясно, что советские переводчики не справляются с массивом текстов и отстают от тех, кто собирал и готовил труды лидера КПК на китайском языке. Тогда Юдину было предложено прочитать ряд лекций в различных организациях Пекина. 21 сентября по приглашению Общества китайско-советской дружбы Лю Шаоци председательствовал на торжественном собрании, посвящённом началу таких чтений; советский гость выступил тогда с докладом «Переходный период от капитализма к социализму в СССР». 30 сентября Мао Цзэдун направил в ЦК ВКП(б) телеграмму следующего содержания: «Юдин работает здесь уже более двух месяцев. Однако в силу того, что он до сего времени ещё не завершил работу по оказанию помощи при редактировании „Избранных произведений Мао Цзэдуна“, ему необходимо ещё некоторое время для окончания этой работы. Кроме того, желательно, чтобы он совершил экскурсии в Шаньдун, Нанкин, Шанхай, Ханчжоу, Чанша, Гуанчжоу, Ханькоу, Сиань, Яньань, Шэньян, Харбин и выступил с политико-теоретическими докладами и лекциями перед нашими кадровыми работниками. <…> В этой связи прошу вас дать разрешение на продление срока работы товарища Юдина в Китае до конца января или до конца февраля 1951 года». 9 октября Сталин согласился продлить срок командировки Юдина до конца года. Философ отправился в поездку по Китаю для чтения лекций и с экскурсионными целями. Тезисы его выступлений в начале декабря 1950 года публиковались в газете «Жэньминь жибао». После возвращения из поездки Юдин прочитал перевод на русский язык работы Мао Цзэдуна «Относительно практики» и «выразил своё восхищение». В беседе с автором он просил согласия на сокращение некоторых выражений, которые могли шокировать иностранцев. Мао согласился с небольшими поправками Юдина. Филолог Н. Т. Федоренко, участвовавший в переводческой работе, вспоминал, что разбор трудов Мао Цзэдуна «скорее демонстрировал хорошо организованную деятельность Комиссии ЦК КПК и её руководителя (Чэнь Бода), весьма компетентную их работу, которая в сущности как бы предвосхитила замечания советского философа и свела разговор о них к простой формальности».
Ознакомившись с русским текстом статьи «Относительно практики», Сталин в декабре 1950 года распорядился опубликовать её в журнале «Большевик» и в газете «Правда»; затем в январе 1951 года её издали в СССР отдельной брошюрой. В 1952 году в СССР был издан в переводе на русский язык первый том «Избранных произведений» Мао Цзэдуна, в 1953 году вышел третий том. Во время своего пребывания в КНР Юдин неоднократно беседовал с Мао Цзэдуном о философии и политике. Мао хорошо отзывался о работе советского гостя. По предположению Ю. М. Галеновича, Мао ставил и вопрос о назначении Юдина послом в КНР. Однако Сталин отказался, исходя из того, что философу-пропагандисту недоставало опыта практической политической деятельности.
В 1953 году П. Ф. Юдин был назначен политическим советником при председателе Советской контрольной комиссии в Германии, позднее — заместителем верховного комиссара СССР в Германии В. С. Семёнова. Летом 1953 года получил выговор за несанкционированное Москвой заявление В. Ульбрихта о том, что главная цель ГДР — строительство социалистического государства пролетарской диктатуры. С 3 декабря 1953 по 15 октября 1959 года — Чрезвычайный и полномочный посол СССР в Китайской Народной Республике, на этой должности не поддерживал линию ЦК КПСС на десталинизацию, что раздражало Н. С. Хрущёва. В 1957 году распорядился о сносе храма во имя Всех Святых Мучеников на территории Русской духовной миссии в Пекине. В 1959 году после возникновения разногласий Кремля с Мао был отозван в Москву.
С 1960 года вновь работал в Институте философии (старший научный сотрудник, заведующий сектором общих проблем истории и теории культуры), принимал участие в подготовке четырёхтомного издания «Человечество и культура». Член Президиума АН СССР в 1961—1963 годах, член бюро Отделения философии и права АН СССР — с 1963 года. Руководитель проекта по написанию «Истории мировой культуры», привлёк к этой работе А. Я. Гуревича и других неортодоксальных авторов. По мнению Е. С. Холмогорова, пожилой академик «решил обессмертить своё имя… и привлёк для этого лучшие молодые интеллектуальные силы эпохи. Из этого проекта, разогнанного после смерти Юдина, выросли „Поэтика ранневизантийской литературы“ С. С. Аверинцева, „Византийская культура“ А. П. Каждана, „Категории средневековой культуры“ Гуревича и многое другое».
В 1963—1968 годах принимал участие в работе Редакционно-издательского совета АН СССР по подготовке изданий серий «Научно-популярная литература» и «Классики мировой философии». В 1964—1965 годах преподавал в должности профессора кафедры марксистско-ленинской философии Московского государственного педагогического института. Принимал участие в работе VI Международного социологического конгресса во Франции (1966).
Был женат на Клавдии Ивановне Юдиной (урождённой Меркуловой, 1926—2018). Детей не было.
Скончался 10 апреля 1968 года, дата кончины совпала с известием о гибели Ю. А. Гагарина. Похоронен в Москве на Новодевичьем кладбище (участок № 6). Сестра академика после его смерти вела судебную тяжбу против К. И. Юдиной о признании права наследования.

## Научная деятельность
Специалист в области диалектического и исторического материализма, научного атеизма, теории научного коммунизма, истории марксистской философии.
Занимался исследованиями вопросов: о ленинском этапе в развитии марксистской философии, о социализме и коммунизме как двух фазах коммунистической общественно-экономической формации, о движущих силах развития при социализме, о советском социалистическом государстве и праве, о социалистической демократии, о социалистической культуре, об интеллигенции, о закономерностях развития стран народной демократии; автор работ по отдельным аспектам этики, эстетики и атеизма.
Совместно с М. М. Розенталем редактировал «Краткий философский словарь» (М., 1939; 5-е изд. 1963), в котором, в частности, «кибернетика» определена как «реакционная лженаука», заклеймён «вейсманизм-морганизм» как реакционное антидарвинское направление в биологии; «империализм» назван эпохой загнивания и умирания капитализма.

## Оценки личности

Могила Юдина на Новодевичьем кладбище Москвы.

Митин и Юдин звёзд с неба не хватают, но технику дела знают хорошо.
— И. В. Сталин

Доходило до казусов. Уже после XX съезда и начала борьбы с культом личности на пленуме ЦК выступал академик Юдин. Партийный философ, но мужик замечательный. Заканчивает выступление и вдруг по привычке как крикнет: «Да здравствует товарищ Сталин!» В первый момент у многих руки рефлекторно сложились для хлопков. А потом — полная тишина. Юдин сообразил, что маханул лишнего, и говорит: «Извините, я, кажется, ошибся».— из воспоминаний Михаила Смиртюкова, заместителя заведующего секретариатом Совнаркома СССР

несколько слов о Юдине. Он высказывается в том смысле, что я раздразнил Мао и тот превратился в антисоветского человека. Если бы он мне лично сказал это, я бы документально доказал, что внешнее начало нашего конфликта с Мао было заложено самим Юдиным. <…> могу с большим основанием говорить, что там, где появится Юдин, у нас с любой страной возникнет конфликт.— Н. С. Хрущёв

## Основные работы
Книги
- Материалистическое и религиозное мировоззрение. М., 1930;
- Марксизм-ленинизм о культуре и культурной революции. M., 1933;
- О советской литературе. М., 1934 (редактор);
- Классические произведения марксистского философского материализма. М., 1939;
- Кто такие «национал-социалисты?», Свердловск, 1942;
- Советское государство рабочих и крестьян. М., 1942;
- Г. В. Плеханов (К 25-летию со дня смерти). Л., 1943;
- Планы Гитлера рушатся. М., 1943;
- Советская культура. М., 1943;
- Социализм и коммунизм. М., 1946;
- Европейские страны народной демократии на путях к социализму. М., 1950;
- Значение труда И. В. Сталина «Марксизм и вопросы языкознания» для развития общественных наук. М., 1952;
- От социализма к коммунизму. М., 1962;
- Беседы о коммунизме. М., 1963.

Статьи
- Митин М. Б., Ральцевич В. Н., Юдин П. Ф. О новых задачах марксистско-ленинской философии // Правда. 1930. 7 июня (переизд. в: За поворот на философском фронте, М., 1931);
- Некоторые итоги философской дискуссии // Правда. 1930. 18 октября;
- Ленин и философская дискуссия 1908—1910 гг. // Под знаменем марксизма. 1931. № 9-10;
- Борьба на два фронта в философии и гегелевская диалектика // Под знаменем марксизма. 1931. № 11-12;
- Год работы // Под знаменем марксизма. 1932. № 1-2.
- Каммари М. Д., Юдин П. Ф. Тов. Сталин о разработке Лениным материалистической диалектики // Под знаменем марксизма. 1932. № 11-12;
- Каммари М. Д., Юдин П. Ф. Спиноза и диалектический материализм. // Большевик. 1932. № 21;
- Ленин и некоторые вопросы литературной критики // Литературный критик. 1933. № 1;
- Марксизм-ленинизм о культуре и культурной революции. // Под знаменем марксизма. 1933. № 4.
- Писатели и XVII съезд партии // Писатели XVII партсъезду. М., 1934;
- Советская художественная литература от XVI до XVII съезда // Литературный критик. 1934. № 1;
- Константинов Ф. В., Юдин П. Ф. О массовой книге по философии марксизма // Под знаменем марксизма. 1935. № 1;
- Диктатура и демократия // Под знаменем марксизма. 1935, № 4;
- Социализм и демократия // Большевик, 1935, № 17 (переизд. в: Социализм и коммунизм, М., 1936);
- О государстве при социализме // Большевик. 1936. № 8;
- Социализм и государство // Большевик, 1936. № 21;
- Социализм и право // Большевик. 1937. № 17;
- Учение ленинизма о победе социализма в одной стране // Большевик. 1938. № 10—11;
- Программа овладения большевизмом (к изучению «Краткого курса истории ВКП(б)») // Литературный критик. 1938. № 12;
- Марксистское учение о роли личности в истории // Под знаменем марксизма. 1939, № 5;
- Общественное бытие и общественное сознание // Под знаменем марксизма 1939, № 9;
- Свобода и необходимость // Большевик, 1939, № 14;
- Развитие теории научного социализма И. В. Сталиным // Большевик, 1940, № 3;
- Раздавить фашистскую гадину // Большевик. 1941. № 11-12 (переиздана отдельной брошюрой);
- Самая свободная, самая демократическая страна в мире // Октябрь, 1942, № 12 (переиздана отдельной брошюрой);
- О роли географической среды и роста народонаселения в развитии общества // Под знаменем марксизма. 1943. № 11;
- О трёх особенностях производства // Под знаменем марксизма. 1943. № 12;
- «Советская культура. 1917—1942 гг.»;
- «Пошлая и вредная стряпня К. Чуковского» // Правда. 1944. 1 марта;
- Οктябрьская революция и советская демократия // Большевик. 1946, № 20;
- О полном соответствии производительных сил и производственных отношений в СССР // Вопросы философии. 1948. № 1;
- На путях перехода к социализму в странах народной демократии // Вопросы философии. 1949. № 1;
- Развитие И. В. Сталиным теории научного коммунизма // Иосифу Виссарионовичу Сталину — Академия наук СССР. М., 1949.
- «Материализм и идеализм. Диалектика и методика. Теория и практика»;
- «Практика и теория (заметки пропагандиста)»;
- «К выходу в свет сочинений Мао Цзе-Дуна»;
- О развитии экономики в европейских странах народной демократии и Китайской Народной Республике // Политическая экономия / под ред. К. В. Островитянова. М., 1954;
- «Великая хартия коммунистических и рабочих партий» (1961);
- «Человек и культура» (1965);
- «Критика и самокритика — важнейшая особенность в развитии советского социалистического общества» (1966);
- «Милитаризм и культура» (1966);
- «Об интеллигентности, культуре и исследованиях по истории культуры и науки» (1967).
- Разоружение и культура // Социологические проблемы международных отношений / под ред. Ф. В. Константинова. М., 1970.

## Награды
- два ордена Ленина (6 сентября 1949; 5 сентября 1959)
- два ордена Трудового Красного Знамени (10 июня 1945; 1953)
- медаль «За оборону Москвы» (1944)
- медаль «За победу над Германией в Великой Отечественной войне 1941—1945 гг.» (1945)
- медаль «За доблестный труд в Великой Отечественной войне 1941—1945 гг.» (1945)
- медаль «В память 800-летия Москвы» (1947)
- Сталинская премия I степени (22 марта 1943) — за научный труд «История философии», в трех томах, опубликованный: том I — в 1940 году, том II — в 1941 году, том III — в 1942 году[16]
- Премия Президиума АН СССР (1950) — за участие в составлении сборника «Великая сила идей ленинизма»